# 2006年5月逝世人物列表
2006年逝世人物列表：1月 - 2月 - 3月 - 4月 - 5月 - 6月 - 7月 - 8月 - 9月 - 10月 - 11月 - 12月
2006年5月逝世人物列表，是用於匯總2006年5月期間逝世人物的列表。

## 依日期排序

### 1日
- 傑伊·普雷森·艾倫（Jay Presson Allen），84歲，美國編劇，中風。[1]
- 威爾弗里德·巴特（Wilfrid Butt），83歲，英國生物化學家和生殖內分泌學家。[2]
- 埃德·凱西（Ed Casey），73歲，澳大利亞政治家，前昆士蘭工黨領袖，中風。[3]
- 喬治·海恩斯（George F. Haines），82歲，美國奧運游泳教練，中風併發症。[4]
- 貝茜·鐘斯-莫蘭德，76歲，美國影視女演員，癌症。[5]
- 羅伯·萊西（Rob Lacey），43歲，英國舞臺演員和屢獲殊榮的基督教作家，膀胱癌。[6]
- Rauno Lehtinen，74歲，芬蘭作曲家。[7]
- 約翰尼·帕裡斯（Johnny Paris），65歲，美國薩克斯管演奏家（約翰尼與颶風樂隊）。[8]
- 布魯斯·彼得森（Bruce Peterson），72歲，美國試飛員和工程師，因在M2-F2墜毀中倖存下來並激發了電視連續劇《六百萬美元的人》而聞名。[9]
- 勞爾·弗朗西斯科·普里馬泰斯塔，87歲，阿根廷退休的科爾多瓦樞機大主教。[10]

### 2日
- 克萊夫·伯吉斯（Clive Burgess），55歲，威爾士橄欖球聯盟球員。[11]
- 約瑟夫·路易斯·克拉克（Joseph Lewis Clark），57歲，美國被定罪的殺人犯，在俄亥俄州被處決。[12]
- 博伊德·科菲（Boyd Coffie），68歲，美國棒球運動員和經理，癌症。[13]
- 路易吉·格裡芬蒂（Luigi Griffanti），89歲，義大利足球運動員，1940年代佛羅倫薩足球俱樂部守門員。[14]
- 小山姆·莫庫阿希（Sam Mokuahi， Jr.）又名“Sammy Steamboat”，71歲，美國夏威夷職業摔跤手，阿爾茨海默病併發症。[15]
- Louis Rukeyser，73歲，美國商業和經濟專家，多發性骨髓瘤。[16]
- 胡安·拉蒙·薩爾加多（Juan Ramón Salgado），45歲，宏都拉斯國會議員，槍傷。[17]

### 3日
- 卡雷尔·阿佩尔（Karel Appel），85歲，荷蘭眼鏡蛇畫家。[18]
- 羅西塔·費爾南德斯（Rosita Fernandez），88歲，美國歌手。[19]
- 佛朗哥·拉沃拉托里，65歲，義大利水球運動員，奧運會冠軍（1960年）。[20]
- 普拉莫德·馬哈詹，56歲，印度政治家，印度人民黨總書記，槍傷。[21]
- 霍華德·湯瑪斯·馬基，85歲，美國聯邦法官，美國空軍少將，美國聯邦巡迴上訴法院第一任首席法官。[22]
- 厄爾·伍茲（Earl Woods），74歲，美國陸軍步兵軍官，美國高爾夫球手泰格·伍茲（Tiger Woods）的父親和前教練，前列腺癌。[23]

### 4日
- 亞歷杭德拉·博埃羅（Alejandra Boero），88歲，阿根廷戲劇女演員，導演和教師，肺動脈高壓。[24]
- 吉姆·德爾辛（Jim Delsing），80歲，美國職業棒球大聯盟球員，癌症。[25]
- Arthur B. Metzner，79歲，加拿大化學工程師。[26]
- 邁克爾·塔利弗羅（Michael Taliferro），45歲，美國演員和足球運動員，中風。[27]

### 5日
- 瑙沙德·阿裡，86歲，印度音樂家。[28]
- 佐伊·杜米特雷斯庫-布蘇倫加，85歲，羅馬尼亞比較學家和散文家。[29]
- 喬治·羅奇三世（George Roche III），70歲，美國希爾斯代爾學院（Hillsdale College）前校長，疑似心臟病發作。[30]
- Atıf Yılmaz，80歲，土耳其電影導演、編劇和製片人，癌症。[31]

### 6日
- 99歲的莉蓮·阿斯普倫德（Lillian Asplund）是鐵達尼號沉沒事故的最後一位美國倖存者，在睡夢中去世。[32]
- 康斯坦丁·貝斯科夫（Konstantin Beskov），85歲，蘇聯和俄羅斯足球運動員兼經理。[33]
- Ruth Bachhuber Doyle，89歲，美國政治家和教育家。[34]
- 萱野茂（Shigeru Kayano），79歲，日本阿伊努人活動家。[35]
- 格蘭特·麥克倫南（Grant McLennan），48歲，The Go-Betweens的澳大利亞主唱，疑似心臟病發作。[36]
- 安東尼·莫頓爵士，82歲，英國海軍上將。[37]
- 32歲的Sarah-Jayne Mulvihill中尉是第一位在伊拉克陣亡的英國女軍人。[38]
- 弗朗齊謝克·佩日納，95歲，捷克斯洛伐克戰鬥機飛行員，二戰期間曾在英國皇家空軍服役。[39]
- 帕塔比·拉瑪·雷迪（Pattabhi Rama Reddy），87歲，印度電影製片人，長期患病引起的併發症。[40]
- Lorne Saxberg，48歲，加拿大電視記者，加拿大廣播公司（CBC）廣播員。[41]
- Rose Thering修女，85歲，美國羅馬天主教修女，西頓霍爾大學教授。[42]

### 7日
- 史蒂夫·本德（Steve Bender），59歲，德國唱片製作人，Dschinghis Khan成員。[43]
- 鄧肯·英格利斯·卡梅倫（Duncan Inglis Cameron），78歲，蘇格蘭大學行政人員。[44]
- 理查·卡爾頓（Richard Carleton），62歲，澳大利亞電視記者（60分鐘），心臟病發作。[45]
- 瓊·愛德華茲（Joan C. Edwards），87歲，美國慈善家，肝癌。[46]
- 斯特拉·西格考（Stella Sigcau），69歲，南非公共工程部長，心臟相關問題。[47]
- 喬斯林·西蒙（Jocelyn Simon），格萊斯代爾男爵西蒙（Baron Simon of Glaisdale），95歲，英國大臣和普通上訴勳爵。[48]
- 曽我町子，68歲，日本配音演員和女演員，德勝傳奇人物（Kyoryu Sentai Zyuranger、Mighty Morphin' Power Rangers 等），胰腺癌。[49]

### 8日
- 現年68歲的洛瓦娜·鐘斯（Lovana Jones）是伊利諾伊州眾議院的美國助理多數黨領袖，自1987年以來一直代表第26選區，原因未公開。[50]
- 約翰·金伯勒（John Kimbrough），87歲，美式橄欖球運動員（德克薩斯農工大學名人堂）和州議員，肺炎。[51]
- 喬治·盧茨（George Lutz），59歲，阿米蒂維爾恐怖屋的美國老闆。[52][53]
- 派翠克·普勒（Patrick Pule）“王牌”恩索倫戈（Patrick Pule “Ace” Ntsoelengoe），50歲，南非足球運動員，效力於明尼蘇達踢球隊和凱澤酋長隊，原因不明。[54]
- 芭芭拉·施瓦茨（Barbara Schwartz），58歲，美國畫家。[55]

### 9日
- 阿德里安·貝內特（Adrian Bennett），73歲，澳大利亞政治家，天鵝司MHR（1969-1975）。[56]
- 科里·恩根（Corey Engen），90歲，挪威出生，1948年冬季奧運會美國北歐滑雪隊隊長，肺炎併發症。[57]
- 耶日·菲科夫斯基（Jerzy Ficowski），81歲，波蘭詩人、作家和翻譯家。[58]
- Pietro Garinei，87歲，義大利劇作家，作詞人，“Arrivederci Roma”和其他歌曲。[59]
- 愛德華·雅格爾（Edouard Jaguer），法國詩人和藝術評論家。[60]
- 托尼·沃德（Tony Ward），82歲，澳大利亞演員和記者，癌症。[61]

### 10日
- Val Guest，94歲，英國電影編劇和導演（The Quatermass Xperiment，Casino Royale）。[62]
- 瑪麗·哈特利（Marie Hartley），100歲，英國作家和插畫家。[63]
- 約翰·希克斯（John Hicks），64歲，美國爵士鋼琴家/作曲家。[64]
- 詹姆斯·基奧（James Keogh），89歲，美國《時代》雜誌前執行主編，美國總統理查·尼克鬆（Richard Nixon）的演講撰稿人。[65]
- 格奧爾基·科爾尼延科，81歲，俄羅斯外交官，外交部長安德列·格羅米柯的副手。[66]
- A.M.羅森塔爾，84歲，加拿大出生的《紐約時報》執行主編17年，中風。[67]
- 索拉亞，37歲，哥倫比亞裔美國詞曲作者、吉他手、編曲家、唱片製作人和歌手，患有乳腺癌。[68]
- 亚历山大·季诺维也夫（Aleksandr Zinovyev），83歲，俄羅斯邏輯學家，社會學家和作家，腦癌。[69]

### 11日
- Yossi Banai，74歲，以色列歌手和演員，癌症。[70]
- 弗蘭克·米爾斯爵士（Sir Frank Mills），82歲，英國外交官，駐迦納和孟加拉國高級專員。[71]
- 拜倫·莫羅（Byron Morrow），95歲，美國電視和電影角色演員。[72]
- 邁克爾·奧利里（Michael O'Leary），70歲，愛爾蘭政治家和大律師，愛爾蘭工黨前領導人，在游泳池中溺水身亡。[73]
- 弗洛德·派特森（Floyd Patterson），71歲，美國前拳擊重量級冠軍，阿爾茨海默病和前列腺癌。[74]
- 斐迪南多·塔科尼（Ferdinando Tacconi），83歲，義大利漫畫家。[75]
- 弗蘭基·湯瑪斯（Frankie Thomas），85歲，美國演員（湯姆·科貝特（Tom Corbett），太空學員），中風。[76]

### 12日
- 泰德·伯克曼（Ted Berkman），92歲，美國作家，編劇（《Bonzo的就寢時間》）。[77]
- 侯賽因·馬齊克（Hussein Maziq），88歲，利比亞政治家，利比亞前總理兼外交部長。[78]
- Gillespie V. “Sonny” Montgomery，85歲，美國政治家，前密西西比州美國眾議員。[79]
- Arthur Porges，90歲，美國科幻小說和奇幻作家。[80]

### 13日
- 瓊·迪納（Joan Diener），76歲，美國女演員/女高音（《拉曼恰人》），癌症併發症。[81]
- 里克·法利（Rick Farley），53歲，澳大利亞全國農民聯合會首席執行官八年。[82]
- 瑞恩·弗朗西斯（Ryan Francis），19歲，美國大學籃球運動員，南加州大學籃球隊新生控球後衛，兇殺案。[83]
- 費爾南多·因豪斯特（Fernando Inchauste），75歲，玻利維亞奧運選手。[84]
- 雅羅斯拉夫·佩里坎（Jaroslav Pelikan），82歲，美國基督教歷史學家，克魯格人文科學獎獲得者，肺癌。[85]
- Östen Sjöstrand，80歲，瑞典詩人、翻譯家和瑞典學院院士。[86]
- 彼得·維耶雷克（Peter Viereck），89歲，美國歷史學家，普利策獎得主詩人。[87]
- 小約翰尼·懷爾德（Johnnie Wilder， Jr.），56歲，美國音樂家（熱浪）。[88]

### 14日
- 84歲的美國樂隊領隊盧·安德森（Lew Anderson）在《Howdy Doody Show》中扮演小醜克拉拉貝爾（Clarabell the Clown），前列腺癌。[89]
- 詹姆斯·博滕（James Botten），67歲，南非國際板球運動員，結腸手術后出現併發症。[90]
- 威廉·金斯伯格（William Ginsberg），75歲，霍夫斯特拉大學（Hofstra University）環境法教授，前紐約市公園和娛樂專員。[91]
- 禮薩·哈桑扎德（Reza Hassanzadeh），33歲，伊朗職業足球運動員，Teraktor Sazi足球俱樂部，車禍受傷。[92]
- 斯坦利·庫尼茨（Stanley Kunitz），100歲，美國普利策獎得主詩人，前美國桂冠詩人。[93]
- 吉姆·萊蒙（Jim Lemon），78歲，美國職業棒球大聯盟球員，癌症。[94]
- 保羅·馬可（Paul Marco），78歲，美國電影演員（《外太空9號計劃》）。[95]
- 布魯斯·梅裡菲爾德（Bruce Merrifield），84歲，美國諾貝爾獎獲得者化學家。[96]
- Günther Nenning，84歲，奧地利記者、作家和政治活動家。[97]
- 伊娃·諾文德（Eva Norvind），挪威出生的墨西哥作家和女演員，溺水事故。[98]

### 15日
- 喬伊斯·巴蘭坦（Joyce Ballantyne），88歲，美國藝術家，以創作“Coppertone Girl”廣告而聞名，心臟病發作。[99]
- 喬治·布萊克本，93歲，美式橄欖球運動員，佛吉尼亞大學橄欖球主教練（1965-1970）。[100]
- 喬治·克里爾三世，61歲，美國記者，哥倫比亞廣播公司新聞製片人，胰腺癌。[101]
- 埃伯哈德·埃舍（Eberhard Esche），73歲，德國演員。[102]
- Chic Hecht，77歲，美國政治家，內華達州前共和黨參議員，前列腺癌。[103]
- 裘蒂思·摩爾（Judith Moore），66歲，美國作家。[104]
- Cheikha Rimitti，83歲，阿爾及利亞歌手，心臟病發作。[105]
- 大衛·夏普（David Sharp），34歲，英國登山家。[106]
- 比爾·斯特羅德（Bill Strode），69歲，美國普利策獎得主，癌症攝影師。[107]

### 16日
- 克雷爾·博伊蘭（Clare Boylan），58歲，愛爾蘭作家，著有12本書，包括7本小說，卵巢癌。[108]
- 貝麗爾·埃文斯（Beryl Evans），84歲，澳大利亞政治家，新南威爾士州MLC（1984-1995）。[109]
- 安東尼·穆雷（Anthony Murray），47歲，紐西蘭橄欖球聯盟球員。[110]
- 豪爾赫·波塞爾（Jorge Porcel），69歲，阿根廷演員和喜劇演員，膽囊手術后。[111]
- 丹·羅斯（Dan Ross），49歲，美國前NFL橄欖球運動員（辛辛那提孟加拉虎隊），疑似心臟病發作。[112]
- 田村高廣，77歲，日本影視演員，腦梗塞。[113]

### 17日
- Cy Feuer，95歲，美國百老匯製片人和作家（Guys and Dolls）。[114]
- 埃裡克·福斯（Eric Forth），61歲，英國保守黨議員，前政府部長，骨癌。[115]
- 尼古拉·戈達德（Nichola Goddard），26歲，加拿大士兵，加拿大軍隊，二戰以來第一位在戰鬥中陣亡的女性。[116]
- 丹·肯尼斯（Dan Q. Kennis），86歲，美國B級電影製片人。[117]
- 約翰·馬斯登（John Marsden），64歲，澳大利亞律師和公民自由活動家，癌症。[118]
- 約翰·米勒爵士，87歲，英國馬術家和朝臣，女王皇冠騎士（1961-1987）。[119]
- 丹尼爾·奧維諾·米西亞尼（Daniel Owino Misiani），66歲，坦尚尼亞本加音樂家，車禍。[120]
- 米奇斯瓦夫·诺瓦克，69歲，波蘭舉重運動員，1964年奧運會獎牌得主。[121]
- 現年63歲的土耳其著名法官穆斯塔法·尤塞爾·厄茲比爾金（Mustafa Yücel Özbilgin）被槍殺。[122]
- 拉梅什·帕雷克（Ramesh Parekh），65歲，印度詩人。[123]
- Lawrence “Ramrod” Shurtliff，61歲，美國音樂主管，Grateful Dead的長期船員，肺癌。[124]

### 18日
- Jaan Eilart，73歲，愛沙尼亞生物地理學家。[125]
- 斯蒂芬·弗利特（Stephen Fleet），69歲，英國礦物科學研究員，劍橋大學唐寧學院前註冊官、副校長兼碩士。[126]
- 喬治·福斯特（George M. Foster），92歲，美國人類學家。[127]
- 莫裡斯·格魯希恩（Morris Glushien），96歲，美國律師，國際女裝工人工會總法律顧問。[128]
- 32歲的荷蘭水手漢斯·霍雷沃茨（Hans Horrevoets）在參加沃爾沃環球帆船賽時落水。[129]
- 斯坦·鐘斯，91歲，英國奧運選手。[130]
- 馬克西姆·卡漢（Maksim Kahan），88歲，以色列奧運射擊運動員。[131]
- 安德魯·馬丁內斯（Andrew Martinez），33歲，美國活動家，加州大學伯克利分校的“裸體男”，顯然是自殺。[132]
- 38歲的巴西登山家維托爾·內格雷特（Vitor Negrete）在沒有補充氧氣的情況下登頂珠穆朗瑪峰后死亡。[133]
- 邁克爾·奧里奧丹（Michael O'Riordan），88歲，愛爾蘭共產黨主席，國際旅退伍軍人。[134]
- 15歲的英國青年隊球員基揚·普林斯（Kiyan Prince）是英國足球隊女王公園巡遊者隊（Queens Park Rangers）的球員，被刺死。[135]
- 羅伯特·裡德（Robert Reid），81歲，美國化學工程師。[136]
- 吉伯特·索倫蒂諾（Gilbert Sorrentino），77歲，美國小說家。[137]

### 19日
- 伊紮克·本·阿哈龍（Yitzhak Ben Aharon），99歲，以色列左翼政治家，以色列工黨創始人。[138]
- 愛德華·貝克爾（Edward R. Becker），73歲，美國前第三巡迴上訴法院首席法官。[139]
- 彼得·布萊恩特（Peter Bryant），82歲，英國電視製片人。[140]
- 弗雷迪·加里蒂（Freddie Garrity），69歲，弗雷迪和夢想家（Freddie and the Dreamers）的英國主唱，1960年代流行樂隊，心臟病。[141]
- 艾倫·薩珀（Alan Sapper），75歲，英國工會會員。[142]

### 20日
- 喬安娜·隆德（JoAnna Lund），61歲，美國食譜作者，癌症患者。[143]
- 鮑比·傑克·福勒（Bobby Jack Fowler），66歲，美國強姦犯和疑似殺人犯。
- 萊斯·奧利弗（Les Olive），78歲，慕尼克空難發生時曼聯的英國助理秘書，前列腺癌。[144]
- 安迪·拉德福德（Andy Radford），62歲，英國聖公會主教，湯頓主教，腦瘤。[145]
- Cherd Songsri，75歲，泰國電影導演，癌症。[146]
- Annis Stukus，91歲，加拿大足球運動員和冰球總經理，加拿大體育名人堂成員，以表彰他對加拿大橄欖球聯盟和冰球的貢獻。[147]
- 湯米·瓦特（Tommy Watt），80歲，英國爵士樂隊領隊。[148]

### 21日
- 凱薩琳·鄧納姆（Katherine Dunham），96歲，美國舞蹈家和編舞家。[149]
- 謝爾曼·斯科爾尼克（Sherman Skolnick），75歲，美國伊利諾伊州反腐敗活動家，心臟病發作。[150]
- 英格·路易絲·瓦萊（Inger Louise Valle），84歲，挪威政治家，司法部長（1973-1979）。[151]
- 比利·沃克（Billy Walker），77歲，美國鄉村音樂表演者，Grand Ole Opry成員，交通事故。[152]

### 22日
- 斯賓塞·克拉克（Spencer Clark），19歲，美國NASCAR Busch系列車手，交通事故。[153]
- 希瑟·克勞（Heather Crowe），61歲，加拿大反吸煙活動家，肺癌。[154]
- Hamza El Din，76歲，努比亞埃及烏德琴演奏家。[155]
- 傑克·法倫（Jack Fallon），90歲，加拿大出生的英國爵士低音提琴手。[156]
- 李鍾郁，61歲，世界衛生組織韓國總幹事，腦血栓。[157]
- 莉莉亞·普拉多（Lilia Prado），78歲，墨西哥女演員，多器官衰竭。[158]

### 23日
- 菲力浦·阿模里（Philippe Amaury），66歲，法國媒體老闆，癌症。[159]
- 克利福德·安藤（Clifford Antone），56歲，美國奧斯汀藍調俱樂部老闆，心臟病發作。[160]
- 勞埃德·本特森（Lloyd Bentsen），85歲，美國副總統候選人，參議員，克林頓時期的財政部長。[161]
- 詹姆斯·凱里（James W. Carey），71歲，哥倫比亞大學新聞學教授，作家。[162]
- Ray Cale，83歲，威爾士橄欖球運動員，威爾士橄欖球聯盟和橄欖球聯盟的雙重國際球員。[163]
- 伊恩·科普蘭（Ian Copeland），57歲，美國音樂推廣人和經紀人，員警斯圖爾特·科普蘭（Stewart Copeland）的哥哥，黑色素瘤。[164]
- Bracha Eden，78歲，以色列鋼琴家，腦溢血。[165]
- 卡齊米日·戈爾斯基（Kazimierz Górski），85歲，波蘭國家足球隊前教練，癌症。[166]
- 吉姆·特林布爾（Jim Trimble），87歲，美國費城老鷹隊教練，1952-55年，肺氣腫。[167]

### 24日
- 埃裡克·貝德瑟（Eric Bedser），87歲，薩里的英國板球運動員，亞歷克·貝德瑟爵士的雙胞胎哥哥。[168]
- 亨利·邦斯特德，91歲，美國藝術總監（《殺死一隻知更鳥》，《刺痛》，《眩暈》），奧斯卡獎得主（1963年，1974年），前列腺癌。[169][170]
- 羅伯特·賈伊莫，86歲，美國康涅狄格州第三選區國會議員（1959−1981 年），肺部疾病。[171]
- 弗里茨·克萊因（Fritz Klein），73歲，奧地利出生的精神病學家和研究員。[172]
- 安德森·馬佐卡（Anderson Mazoka），63歲，尚比亞政治家，尚比亞主要反對派領袖。[173]
- 伯納德·奧斯特裡（Bernard Ostry），78歲，加拿大TVOntario董事長兼首席執行官，公務員和慈善家，癌症患者。[174]
- 克勞德·皮埃普盧（Claude Piéplu），83歲，法國演員，癌症。[175]
- 約翰·惠爾頓（John Wheeldon），76歲，澳大利亞聯邦政治家，前澳大利亞工黨參議員和惠特拉姆政府部長。[176]

### 25日
- 朱利安·布拉德爵士，78歲，英國外交官。[177]
- 伊莉莎白·康納利（Elizabeth Connelly），77歲，美國政治家，前紐約州議會議員，代表史坦頓島，癌症。[178]
- 戴斯蒙德·戴克（Desmond Dekker），64歲，牙買加斯卡音樂家，心臟病發作。[179]
- 拉爾斯·吉倫斯滕（Lars Gyllensten），84歲，瑞典作家、醫生和瑞典學院院士。[180]
- 威爾伯·休斯頓（Wilber Huston），93歲，美國科學家，退休的美國宇航局任務主任。[181]
- 唐納德·魯道夫（Donald Rudolph），85歲，美國陸軍士兵，二戰期間被授予榮譽勳章，阿爾茨海默病。[182]
- 米原万里，56歲，日本散文家，卵巢癌。[183]
- 托比亞斯·拉瑟（TobíasLasser），95歲，委內瑞拉植物學家，加拉加斯植物園創始人，自然原因。[184]

### 26日
- Milicent Bagot，99歲，英國情報官員。[185]
- 霍隆迪諾·何塞·達席爾瓦（Horondino José da Silva）又名“迪諾·塞特·科爾達斯”（Dino Sete Cordas），88歲，巴西七弦吉他演奏家。[186]
- 塞爾文·岡薩雷斯（Selvin González），24歲，薩爾瓦多足球運動員。[187]
- 圖莫·凱羅拉，48歲，芬蘭奧運游泳運動員。[188]
- 艾倫·科托克（Alan Kotok），64歲，美國早期視頻遊戲設計師（Spacewar！），數字設備工程師。[189]
- 卡爾·昆策，83歲，荷蘭奧運賽艇運動員[190]
- 馬哈茂德·馬吉祖布（Mahmoud al-Majzoub）又名阿布·哈姆扎（Abu Hamza），41歲，巴勒斯坦伊斯蘭聖戰組織領導人，被炸彈暗殺。[191]
- 愛德華·米其林（Édouard Michelin），42歲，米其林法國首席執行官，在塞恩島（Île de Sein）附近發生划船事故。[192]
- 凱文·奧弗拉納根（Kevin O'Flanagan），86歲，愛爾蘭前國際足球和橄欖球聯盟成員，國際奧會成員，心臟問題。[193]
- 安妮塔·羅伯茨（Anita Roberts），64歲，美國國家癌症研究所（National Cancer Institute）的美國分子生物學家，胃癌。[194]
- 特德·施羅德（Ted Schroeder），84歲，美國網球運動員，溫布爾登網球公開賽（1949年）和美國網球公開賽（1942年）冠軍，癌症。[195]
- 雷蒙德·特裡布萊（Raymond Triboulet），99歲，二戰期間法國抵抗運動的法國成員，法國議會議員和政府部長。[196]

### 27日
- 阿德布，72歲，巴基斯坦演員。[197]
- 哈羅德·福爾斯（Harold Falls），96歲，美國眼科醫生。[198]
- 保羅·格裡森（Paul Gleason），67歲，美國演員（《早餐俱樂部》《虎膽龍威》《交易場所》），間皮瘤。[199]
- 克雷格·海沃德（Craig “Ironhead” Heyward），39歲，美國NFL後衛，腦瘤併發症。[200]
- 羅密歐·盧卡斯·加西亞（Romeo LucasGarcía），81歲，瓜地馬拉政治家，瓜地馬拉前總統，阿爾茨海默病併發症。[201]
- 塞爾瑪·利茲（Thelma Leeds），95歲，美國女演員，帕亞卡庫斯的遺孀。[202]
- 吉姆·梅洛（Jim Mello），85歲，美式足球運動員。[203]
- 邁克爾·里法特爾（Michael Riffaterre），81歲，法國出生的哥倫比亞大學教授，法國文學學者。[204]
- 亞歷克斯·托斯（Alex Toth），77歲，美國漫畫家和漫畫家（《太空幽靈》、《鳥人》和《銀河三重奏》）。[205]
- 阿帕奇·布爾·拉莫斯（Apache Bull Ramos），71歲，美國職業摔跤手，肩部感染。[206]

### 28日
- 愛德華·奧爾德威爾（Edward Aldwell），68歲，美國音樂理論家和鋼琴家，專門研究巴赫，車禍。[207]
- 詹姆斯·阿奇博爾德（James Archibald），94歲，美國法官。[208]
- Rupert Blöch，76歲，奧地利奧運短跑運動員。[209]
- 路易斯·卡特（Lewis Carter），81歲，澳大利亞板球運動員。[210]
- 費爾明·查韋斯（Fermín Chávez），82歲，阿根廷歷史學家，腎功能衰竭併發症。[211]
- Sue Fear，43歲，澳大利亞登山家，登山事故。[212]
- 翁貝托·馬塞蒂（Umberto Masetti），80歲，義大利摩托車賽車手，1950年和1952年第一位義大利世界冠軍500cc級，肺中風。[213]
- 岡田真澄，70歲，日本演員，在《幕府將軍》中扮演喉癌的邁克爾兄弟。[214]
- 托尼·薩迪斯科（Tony Sardisco），73歲，美國足球運動員，波士頓愛國者隊前隊長，心臟病發作。[215]
- 多麗絲·桑德斯（Doris Saunders），64歲，加拿大雜誌編輯，加拿大勳章入選者，阿爾茨海默病。[216]
- Arthur Widmer，91歲，美國電影特效先驅，奧斯卡終身成就獎獲得者，癌症。[217]

### 29日
- 內維爾·阿馬迪奧（Neville Amadio），93歲，澳大利亞長笛演奏家和獨奏家，在悉尼交響樂團工作了50年，一系列小心臟病發作。[218]
- 波爾·安德森（Poul Andersen），84歲，丹麥出生，美國唯一的丹麥週報《Bien》的出版家，阿爾茨海默病。[219]
- 克拉倫斯·貝利（Clarence Bailey），43歲，美式足球運動員。[220]
- 彼得·博爾薩里（Peter Borsari），67歲，美籍瑞士名人攝影師，擇期膝關節手術併發症。[221]
- 詹姆斯·布蘭（James Brolan），42歲，英國哥倫比亞廣播公司新聞音響技術員，在伊拉克的汽車炸彈襲擊中受傷。[222]
- 保羅·道格拉斯（Paul Douglas），48歲，英國資深哥倫比亞廣播公司新聞攝影師，在伊拉克的汽車炸彈襲擊中受傷。[222]
- Wyn Griffiths，86歲，威爾士職業足球運動員（卡迪夫城足球俱樂部，紐波特縣足球俱樂部），跌倒併發症。[223]
- 史蒂夫·米澤拉克，61歲，美國檯球冠軍。[224]
- 奧梅利揚·普里薩克（Omeljan Pritsak），87歲，奧地利出生的美國哈佛大學教授、學者和烏克蘭問題權威。[225]
- Johnny Servoz-Gavin，64歲，法國賽車手。[226]

### 30日
- 斯利姆·阿隆斯（Slim Aarons），89歲，美國攝影師，中風。[227]
- Marius van Amelsvoort，75歲，荷蘭政治家，財政國務秘書。[228]
- Hladnik Boštjan，77歲，斯洛維尼亞電影導演。[229]
- Ann Harnett，85歲，美國棒球運動員（全美女子職業棒球聯盟）。[230]
- 今村昌平，79歲，日本電影導演（《黑雨》），兩度獲得金棕櫚獎，肝癌。[231]
- 比爾·科瓦奇（Bill Kovacs），56歲，美國計算機動畫先驅和奧斯卡金像獎得主，中風併發症。[232]
- 大衛·勞埃德（David Lloyd），68歲，紐西蘭植物學家，神秘疾病的併發症，可能是毒藥。[233]
- 羅伯特·斯特林（Robert Sterling），88歲，美國電影和電視演員，1950年代電視節目Topper的明星，自然原因。[234]

### 31日
- 米格爾·貝羅卡爾（Miguel Berrocal），73歲，西班牙雕塑家和拼圖創作者，前列腺癌。[235]
- 羅納德·克蘭福德（Ronald Cranford），65歲，美國神經學家和生物倫理學家，他制定了昏迷標準，腎癌併發症。[236]
- Raymond Davis Jr.，91歲，美國化學家，2002年諾貝爾物理學獎獲得者，阿爾茨海默病。[237]
- 盧拉·梅·哈達威（Lula Mae Hardaway），76歲，美國詞曲作者，歌手史蒂夫·汪達（Stevie Wonder）的母親，自然原因。[238]